# (73700) von Kues
(73700) von Kues est un astéroïde de la ceinture principale.

## Description
(73700) von Kues est un astéroïde de la ceinture principale. Il fut découvert le 5 octobre 1991 à Tautenburg par Freimut Börngen et Lutz Dieter Schmadel. Il présente une orbite caractérisée par un demi-grand axe de 3,12 UA, une excentricité de 0,23 et une inclinaison de 17,9° par rapport à l'écliptique.

## Compléments